# Николета Стефанова
Николета Стефанова е италианска състезателка по тенис на маса от български произход.
Родена е на 22 април 1984 година в Тетевен. Баща ѝ е състезател по тенис на маса, който през 1987 година отива в Италия, за да работи като треньор. След 2003 година Стефанова печели няколко медала на европейски първенства, включително златен медал в отборното класиране през 2003 година, участва в Олимпийските игри през 2004 и 2008 година.